# Liste der Einträge im National Register of Historic Places im Franklin County (Tennessee)
Diese Liste der Einträge im National Register of Historic Places im Franklin County (Tennessee) enthält alle im Franklin County, Tennessee in das National Register of Historic Places eingetragenen Gebäude, Bauwerke, Objekte, Stätten oder historischen Distrikte.
Diese Liste entspricht dem Bearbeitungsstand des National Park Service/National Register of Historic Places vom 4. Oktober 2024.

## Legende
| NRHP | Historic Place             |
| HD   | National Historic District |

## Aktuelle Einträge
| [ 2 ] | Name                                 | Bild                            | Eintragsdatum                  | Lage                                                                                 | Ort               | Beschreibung |
| ----- | ------------------------------------ | ------------------------------- | ------------------------------ | ------------------------------------------------------------------------------------ | ----------------- | ------------ |
| 1     | Asia School                          | Asia School                     | 13. Juli 2011 ID-Nr. 11000456  | 525 Asia Rd. 35° 14′ 38″ N, 86° 5′ 33″ W                                             | Asia              |              |
| 2     | Bank of Winchester Building          | Bank of Winchester Building     | 23. Mai 1978 ID-Nr. 78002589   | 1st Avenue 35° 11′ 9″ N, 86° 6′ 43,9″ W                                              | Winchester        |              |
| 3     | Cowan Depot                          | Cowan Depot                     | 24. Nov. 1978 ID-Nr. 78002588  | Front St. 35° 9′ 49″ N, 86° 0′ 36″ W                                                 | Cowan             |              |
| 4     | Cumberland Mountain Tunnel           | weitere Bilder                  | 22. Aug. 1977 ID-Nr. 77001270  | südöstlich von Cowan 35° 9′ 10″ N, 85° 58′ 32″ W                                     | Cowan             |              |
| 5     | Estill-Fite House                    | Estill-Fite House               | 23. März 1979 ID-Nr. 79002429  | 114 Sharp Springs Rd. 35° 11′ 27″ N, 86° 6′ 28″ W                                    | Winchester        |              |
| 6     | Falls Mill                           | Falls Mill                      | 23. Feb. 1972 ID-Nr. 72001240  | {in der Nähe der U.S. Route 64 35° 5′ 56″ N, 86° 15′ 41″ W                           | Huntland          |              |
| 7     | Falls Mills Historic District        | weitere Bilder                  | 9. Juli 1987 ID-Nr. 87001158   | Old Salem-Lexie und Falls Mill Rds. 35° 5′ 58″ N, 86° 15′ 39″ W                      | Huntland          |              |
| 8     | Franklin County Courthouse           | weitere Bilder                  | 30. März 1995 ID-Nr. 95000345  | Public Sq. 35° 11′ 11″ N, 86° 6′ 43″ W                                               | Winchester        |              |
| 9     | Franklin County Jail                 | Franklin County Jail            | 26. März 1979 ID-Nr. 79002430  | Decherd Boulevard 35° 11′ 16″ N, 86° 6′ 33,8″ W                                      | Winchester        |              |
| 10    | Isaac Gray House                     |                                 | 21. Nov. 1976 ID-Nr. 76001776  | südwestlich von Winchester, in der Nähe der U.S. Route 64 35° 6′ 2″ N, 86° 15′ 25″ W | Winchester        |              |
| 11    | Haynes House                         | Haynes House                    | 28. Apr. 2005 ID-Nr. 05000359  | 519 Spring St. 35° 12′ 44″ N, 86° 4′ 15,9″ W                                         | Decherd           |              |
| 12    | Hunt-Moore House                     | Hunt-Moore House                | 9. Nov. 2005 ID-Nr. 05001223   | 518 Main St. 35° 3′ 18″ N, 86° 16′ 13″ W                                             | Huntland          |              |
| 13    | R.N. Mann House                      | R.N. Mann House                 | 22. Sep. 1977 ID-Nr. 77001271  | nördlich von Old Salem, in der Nähe der U.S. Route 64 35° 6′ 3″ N, 86° 15′ 25″ W     | Old Salem         |              |
| 14    | Saint Margaret Mary Catholic Mission |                                 | 10. Juli 2017 ID-Nr. 100001305 | 9458 Old Alto Hwy. 35° 16′ 11,7″ N, 85° 57′ 29,2″ W                                  | Decherd, Siedlung |              |
| 15    | Sewanee Fire Lookout Tower           | weitere Bilder                  | 31. März 2015 ID-Nr. 15000116  | 310 Fire Tower Rd. 35° 13′ 11,3″ N, 85° 53′ 17,5″ W                                  | Sewanee           |              |
| 16    | Shook-Vanzant Farm                   |                                 | 31. Juli 1998 ID-Nr. 98000954  | 210 Moore Farm Rd. 35° 8′ 38″ N, 86° 8′ 47″ W                                        | Winchester        |              |
| 17    | Peter Simmons House                  |                                 | 16. Aug. 1977 ID-Nr. 77001272  | südwestlich von Winchester an der U.S. Route 64 35° 4′ 46″ N, 86° 15′ 29″ W          | Winchester        |              |
| 18    | Tims Ford Hydroelectric Project      | Tims Ford Hydroelectric Project | 11. Aug. 2017 ID-Nr. 100001465 | 461 Powerhouse Rd. 35° 11′ 49″ N, 86° 16′ 43″ W                                      | Winchester        |              |
| 19    | Townsend School                      |                                 | 23. Apr. 2024 ID-Nr. 100010260 | 913 S. Sheperd Street 35° 10′ 31,4″ N, 86° 6′ 39,6″ W                                | Winchester        |              |
| 20    | Trinity Episcopal Church             | Trinity Episcopal Church        | 25. Nov. 1980 ID-Nr. 80003796  | 213 1st Ave., NW. 35° 11′ 6″ N, 86° 6′ 50″ W                                         | Winchester        |              |
| 21    | Valentine Square                     | Valentine Square                | 8. Nov. 1984 ID-Nr. 84000375   | 111 N. Cedar St. 35° 11′ 4″ N, 86° 6′ 56″ W                                          | Winchester        |              |
| 22    | Zaugg Bank Barn                      |                                 | 18. Dez. 1973 ID-Nr. 73001764  | südöstlich von Belvidere, in der Nähe der U.S. Route 64 35° 6′ 49″ N, 86° 9′ 39″ W   | Belvidere         |              |

## Ehemalige Einträge
| [ 2 ] | Name                             | Bild                | Eintragsdatum                 | Lage                                                 | Ort                 | Beschreibung                                                    |
| ----- | -------------------------------- | ------------------- | ----------------------------- | ---------------------------------------------------- | ------------------- | --------------------------------------------------------------- |
| 1     | Circular Barn at Cloverdale Farm |                     | 12. Dez. 1976 ID-Nr. 76001774 | südlich von Belvidere, in der Nähe der U.S. Route 64 | Belvidere, Siedlung | Die Hofanlage wurde durch einen Brand zerstört.                 |
| 2     | Hundred Oaks Castle              | Hundred Oaks Castle | 28. Mai 1975 ID-Nr. 75001753  | Oak Street und US Highway 64                         | Winchester          | Durch einen Großbrand im Jahr 1990 stark beschädigt.            |
| 3     | Knies Blacksmith Shop            |                     | 11. Apr. 1973 ID-Nr. 73001765 | 118 N. Jefferson St.                                 | Winchester          |                                                                 |
| 4     | Col. James Lewis House           |                     | 21. Nov. 1976 ID-Nr. 76001775 | östlich von Decherd an der Greenhaw Road             | Decherd, Siedlung   | Das Gebäude wurde durch einen Brand am 12. April 1989 zerstört. |